# Rodina interleukin-1 receptoru
Proteiny ze široké rodiny interleukin-1 receptoru (IL-1R) jsou charakterizovány extracelulární imunoglobulin-like doménou a intracelulární Toll/Interleukin-1R (TIR) doménou. Je to skupina strukturálně homologních proteinů, evolučně konzervovaných. Byly identifikovány v buňkách od rostlin až po savce. Tyto proteiny hrají důležitou roli v imunitní obraně organismu, také při zranění a stresu. U živočichů je tato rodina dělena do čtyř hlavních skupin; Toll-like receptory, Interleukin-1 receptory, cytosolické adaptorové proteiny jako je MyD88 adaptorový protein a Toll receptory hmyzu a nematod. Každá z těchto skupin je zapojena do obrany organismu, u hmyzu a nematod hrají Toll receptory i funkci při embryogenezi, a to při vytváření dorso-ventrální osy.

## TIR doména
TIR doména je kolem 200 aminokyselin dlouhá a sestává ze tří konzervovaných boxů, které jsou od sebe odděleny regiony variabilní délky. Pokud jsou v důsledku mutace poškozeny geny všech tří boxů, nedochází k expresi těchto proteinů. Pokud jsou mutovány pouze první a druhý box, dojde ke ztrátě schopnosti signalizace. Boxy obsahují vysoce konzervované úseky také mezi sebou navzájem. Po aktivaci receptoru naváže TIR doména cytoplasmatické adaptorové proteiny (MyD88), čímž se spustí signalizační cesta.

## Imunoglobulin-like doména
Ig-like doména je extracelulární částí receptoru. Mezi Ig-like doménami jednotlivých skupin proteinů z IL-1R rodiny je pouze minimální homologie v sekvenci aminokyselin, ale všechny mají charakteristický Ig-fold a dva β-listy spojené disulfidovými vazbami zformovanými mezi cysteinovými zbytky .

## IL-1R signalizace
Po navázání ligandu, TIR domény přítomné na receptorech (IL-1R, TLR), koreceptorech (IL-1R accessory protein(IL-1RAcP, CD14) a adaptorových molekulách (MyD88) spolu interagují. TIR doména na receptoru a TIR doména na IL-1RAcP vytvoří heterodimer. Tento receptorový komplex s vysokou afinitou váže cytoplasmatické signalizační molekuly. Signál je pak přenášen kinázami (IRAK) a dalšími adaptory, jako je TRAF6. Posledním krokem signalizace je fosforylace inhibiční molekuly IkB IkB-kinázovým komplexem, což vede k uvolnění transkripčního faktoruNF-κB. NF-κB je poté translokován do jádra a navázáním na DNA zprostředkuje zánětlivou, alergenní a non-alergenní imunitní odpověď.

## Interleukin-1 receptor
Pojem IL-1 zahrnuje molekuly IL-1α, IL-1β a Interleukin-1R antagonistický protein (IL-1Ra). IL-1 receptory jsou zahrnuty v imunitní obraně a hematopoéze. Signalizace skrze tyto receptory aktivuje imunitní odpověď aktivací transkripce IL-1 cílových genů, jako jsou IL-6, IL-8, MCP-1, COX-2, IκBα, IL-1α, IL-1β, MKP-1. Komponenty signalizační cesty IL-1 receptoru navíc samy o sobě zprostředkují odpověď na některé cytokiny (IL-18 a IL-33), TLR a na mnohé formy cytotoxického stresu. IL-1R signalizace funguje jako most mezi adaptivní a vrozenou imunitou.

### Interleukin 1 receptor typu I
IL-1R typu I (IL-1RI), také nazývaný CD121a, je receptorem pro IL-1α, IL-1β a IL-1RA. IL-1RI signalizace je zahrnuta v procesu proliferace thymových buněk, ve vývoji B lymfocytů, IL-2 a IL-6 produkci, odpovědi na stres, v zánětlivé odpovědi, spánkové regulaci a apetitu . IL-1RI signalizace hraje též důležitou roli ve vývoji Th17. Studie lidských autoimunitních chorob jako jsou roztroušená skleróza, revmatoidní artritida, psoriáza nebo autoimunitních zánětlivých chorob trávicího ústrojí, poukazuje na to, že defekt IL-1RI signalizace způsobuje Th17 zprostředkovanou autoimunitu . IL-1R signalizace je negativně regulována například inhibičním IL-1R1 typu II, solubilním IL-1RI a sIL-1RII a IL-1Ra . Další způsob regulace je na úrovni molekul signalizační kaskády, například inhibicí vázání IRAK nebo supresí MyD88 sekrece. IL-1R spolupracuje s doplňkovým proteinem receptoru a obě tyto molekuly jsou exprimovány na T lymfocytech, fibroblastech a endoteliálních buňkách .

### Interleukin 1 receptor typu II
IL-1RII je exprimován hlavně na lymfoidních a myeloidních buňkách, predominantně na monocytech, neutrofilech, buňkách kostní dřeně a B buňkách , také na T buňkách a epiteliálních buňkách. Obsahuje tři Ig-like domény lokalizované extracelulárně a vysoce homologické s Ig-like doménami na IL-R1. Intracelulární část tvoří krátký úsek dvaceti čtyř aminokyselin, které postrádají TIR doménu a tudíž je receptor neschopný předat signál dále . IL-1RII je povrchový receptor schopný vázat IL-1α, IL-1β a IL-1RI. Také váže solubilní IL-1RII. Funguje tedy tak, že tlumí funkce receptoru IL-1RI tak, že inhibuje jeho ligandy. Exprese IL-1RII je regulována dvěma 5'UTR sekvencemi a s nimi asociovanými promotorovými regiony .

## IL-1 receptor accessory protein
IL-1RAcP je druhou receptorovou podjednotkou IL-1RI. Po navázání IL-1 utvoří s IL-1RI heterodimer oligomerizací jejich TIR domén . IL-1RAcP neváže IL-1, ale váže IL-1RI přes Ig-like domény 1 a 2 a je nezbytný pro IL-1RI signalizaci. V odpovědi na stres nebo indukci akutní fáze, vytváří solubilní formu receptoru .

## IL-1R příbuzný protein 2
IL 1R příbuzný protein 2 (IL-1R-rp2) sestává ze tří extracelulárních Ig-like domén, transmembránové domény a cytoplasmatické TIR domény. Byl detekován v plicích, epiteliu, v mozkových vakulárních buňkách a v monocytech, keratinocytech, fibroblastech a endotliích. Aktivuje NF-κB po navázání IL-1ϵ .